# Dieter Kühn

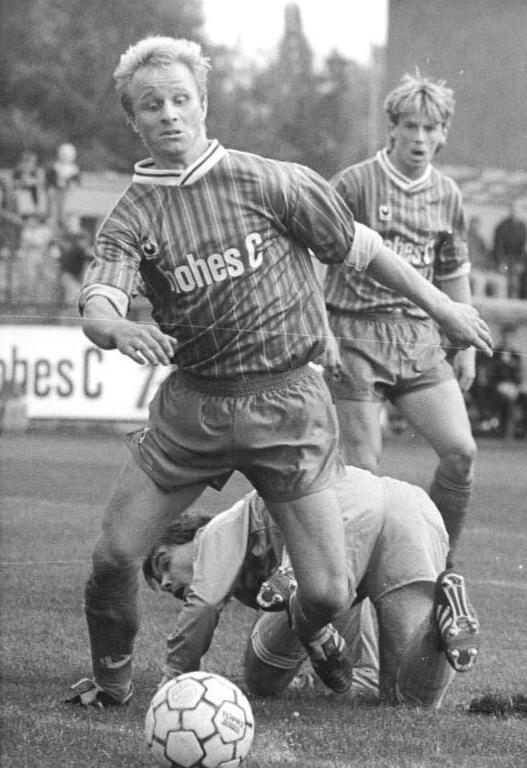
Dieter Kühn.

Dieter Kühn (nació el 4 de julio de 1956 en Leipzig) es un exjugador de fútbol de República Democrática Alemana.

## Clubes
- 1974-1988 : Lokomotive Leipzig
- 1988-1989 : Chemie Böhlen
- 1990-1991 : FC Sachsen Leipzig